# Филатов, Александр Николаевич
Александр Николаевич Филатов (01.10.1930 — 2006) — советский и российский математик и механик, доктор физико-математических наук (1967), профессор (1970), член-корреспондент АН Узбекской ССР (1974).

## Биография
Родился 01.10.1930 в с. Соколово Челябинской области.
Окончил Среднеазиатский государственный университет (САГУ) (1953).
С 1957 г. — научный сотрудник Института математики и механики АН УзССР, с 1961 зав. лабораторией Института механики и сейсмостойкости сооружений. С 1966 зав. лабораторией, с 1969 по 1979 год — зам. директора Института кибернетики с ВЦ АН УзССР .
С 1979 г. заведующий Лабораторией взаимодействия атмосферы и океана Гидрометцентра СССР (Москва).
Доктор физико-математических наук (1967), диссертация:
- Усреднение в дифференциальных и интегро-дифференциальных уравнениях : диссертация … : доктора физико-математических наук : 01.00.00. — Ташкент, 1967. — 238 с. : ил.

Профессор (1970), член-корреспондент АН Узбекской ССР (1974).
Основные публикации посвящены развитию асимптотических методов в теории дифференциальных и интегродифференциальных уравнений и их приложений к механике сплошной среды.
Сочинения:
- Основы математической теории климата / В. П. Дымников, А. Н. Филатов. — М. : Всерос. ин-т науч. и техн. информ., 1994. — 252,[2] с.; 22 см; ISBN 5-201-08848-1
- Асимптотические методы в теории дифференциальных и интегродифференциальных уравнений [Текст] / Ин-т кибернетики с ВЦ АН УзССР. — Ташкент : Фан, 1974. — 216 с.; 21 см.
- Обобщенные ряды Ли и их приложения [Текст] / А. Н. Филатов ; Акад. наук УзССР. Ин-т механики. — Ташкент : Изд-во Акад. наук УзССР, 1963. — 106 с.; 21 см.
- Устойчивость крупномасштабных атмосферных процессов / В. П. Дымников, А. Н. Филатов. — Л. : Гидрометеоиздат, 1990. — 236 с. : ил.; 22 см; ISBN 5-286-00418-0
- Введение в математическую теорию климата / В. П. Дымников, А. Н. Филатов. — М. : Ин-т вычисл. математики, 1993. — 89 с. : граф.; 22 см; ISBN 5-201-08854-6
- Усреднение в системах дифференциальных, интегродифференциальных и интегральных уравнений [Текст] / АН УзССР. Ин-т кибернетики с Вычислит. центром. — Ташкент : Фан, 1967. — 107 с.; 21 см.
- Методы усреднения в дифференциальных и интегродифференциальных уравнениях [Текст] / АН УзССР. Ин-т кибернетики с Вычислит. центром. — Ташкент : Фан, 1971. — 279 с.; 22 см.

Статьи: http://www.mathnet.ru/rus/person46786
Член КПСС в 1957—1991 гг.
Умер в 2006 г.